# Is-Bonnecombe
Is-Bonnecombe era una comuna francesa que estaba situada en el departamento de Aveyron, de la región de Occitania, que en 1837 pasó a formar parte de la comuna de Druelle, por fusión simple.

## Demografía
| Gráfica de evolución demográfica de Is-Bonnecombe entre 1793 y 1800 |
|                                                                     |
| Datos según el nomenclátor publicado por la EHESS/Cassini.          |